# 山梨峡北交通
山梨峡北交通株式会社（やまなしきょうほくこうつう）は、山梨県北杜市に本社を置くバス事業者である。本業である貸切バスの他に、路線バスの運行も行っている。
（有）須玉三共タクシーの乗合事業部が道路運送法第21条による乗合バスを増富温泉 - 瑞牆山荘間で運行したのが当社乗合バス事業の始まりである。その後グループのバス事業本格参入のために山梨峡北交通が設立され、当社にバス事業が分社化された。社団法人日本バス協会の会員にはなっていない。
バス事業のほか、「ほくとトラベル」の名称で第二種旅行業を行っている。（社）全国旅行業協会、（社）山梨県旅行業協会の正会員である。

## 運行路線

### 一般路線
「茅ヶ岳みずがき田園バス」の愛称を使用している。
- 韮崎瑞牆線
  - 韮崎駅 - みずがき山荘
  - 4月～11月の期間運行[3]

- 韮崎深田公園線
  - 韮崎駅 - 深田記念公園
  - 4月～11月の期間の土日運行[3]

- 増富瑞牆線（みずがき号）
  - 日帰り入浴増富の湯 - みずがき山荘
  - 年末年始のみ運行[3]

### コミュニティ路線
北杜市が運行する北杜市民バスの一部路線の運行を受託している。

## スクールバス
- 北杜市立高根中学校
- 北杜市立泉中学校